# جيري روزنبرغ
جيري روزنبرغ (بالإنجليزية: Jerry Rosenberg)‏ (10 يناير 1960 بشيكاغو في الولايات المتحدة - ) هو ملاكم أمريكي، صنّف ضمن فئة وزن الخفيف.

## إحصائيات
خاض خلال مسيرته 23 نزالا، فاز في 8 وتعادل في 1 وخسر في 14. فاز بالضربة القاضية في 4 نزالات.

## روابط خارجية
- جيري روزنبرغ على موقع بوكس ريك (الإنجليزية) (registration required)